# 3481 Xianglupeak
3481 Xianglupeak (1982 DS6) là một tiểu hành tinh vành đai chính được phát hiện ngày 19 tháng 2 năm 1982 bởi Peking Observatory ở Xinglong.